# Rezerwat przyrody Moczary
Rezerwat przyrody Moczary – rezerwat przyrody na terenie miejscowości Łukawiec i Kobylnica Ruska, w gminie Wielkie Oczy, w powiecie lubaczowskim, w województwie podkarpackim. Znajduje się na terenie leśnictwa Łukawiec (Nadleśnictwo Lubaczów).
- numer według rejestru wojewódzkiego – 90
- powierzchnia – 12,42 ha[1] (akt powołujący podawał 12,25 ha)
- dokument powołujący – Dz. Urz. Woj. Podkarpackiego 04.42.444
- rodzaj rezerwatu – florystyczny[1][2]
  - typ rezerwatu – florystyczny
    - podtyp rezerwatu – roślin zielnych i krzewinek

  - typ ekosystemu – leśny i borowy
    - podtyp ekosystemu – lasów nizinnych[1][2]
- przedmiot ochrony (według aktu powołującego) – bogate stanowisko czosnku siatkowatego występującego w runie grądu subkontynentalnego[1][2]

Stanowisko czosnku siatkowatego zajmuje powierzchnię około 4 hektarów i liczy kilkadziesiąt tysięcy osobników. Stanowi ono relikt polodowcowy z okresu borealnego. W runie leśnym występują takie rośliny chronione jak śnieżyczka przebiśnieg, storczyk Fuchsa, listera jajowata czy gnieźnik leśny, a także gatunki górskie – groszek wschodniokarpacki, żywiec gruczołowaty, trybula lśniąca.
Rezerwat leży na terenie obszaru siedliskowego sieci Natura 2000 „Łukawiec” PLH180024.